# Jong Hak-jin
Jong Hak-jin (ur. 22 grudnia 1986) – północnokoreański zapaśnik walczący w stylu wolnym. Zajął piąte miejsce na mistrzostwach świata w 2015 i 2017. Zdobył złoty medal na igrzyskach azjatyckich w 2014. Wicemistrz Azji 2016; piąty w 2015 i dziesiąty w 2014. Złoto na wojskowych MŚ z 2013 i 2016 roku.